# ورزشگاه آراسن
ورزشگاه آراسن (انگلیسی: Åråsen Stadion) یک ورزشگاه تمام‌صندلی واقع در لیلستروم، سکیدسمو، نروژ است. بازی‌های خانگی باشگاه فوتبال لیلستروم در این ورزشگاه برگزار می‌شود و ظرفیت آن ۱۱٬۵۰۰ نفر است.